# Хаос на чувствата
„Хаос на чувствата“ (на немски: Verwirrung der Gefühle) е новела на австрийския писател Стефан Цвайг, издадена през 1927 година в едноименен сборник с новели.
Повествованието се води от името на възрастен преподавател, който си припомня своята силна емоционална връзка със свой професор от младежките си години. Новелата има голям успех и е коментирана положително от Зигмунд Фройд.
На български книгата е издадена през 1945 година в превод на Николай Дончев.